# Millisecondepulsar

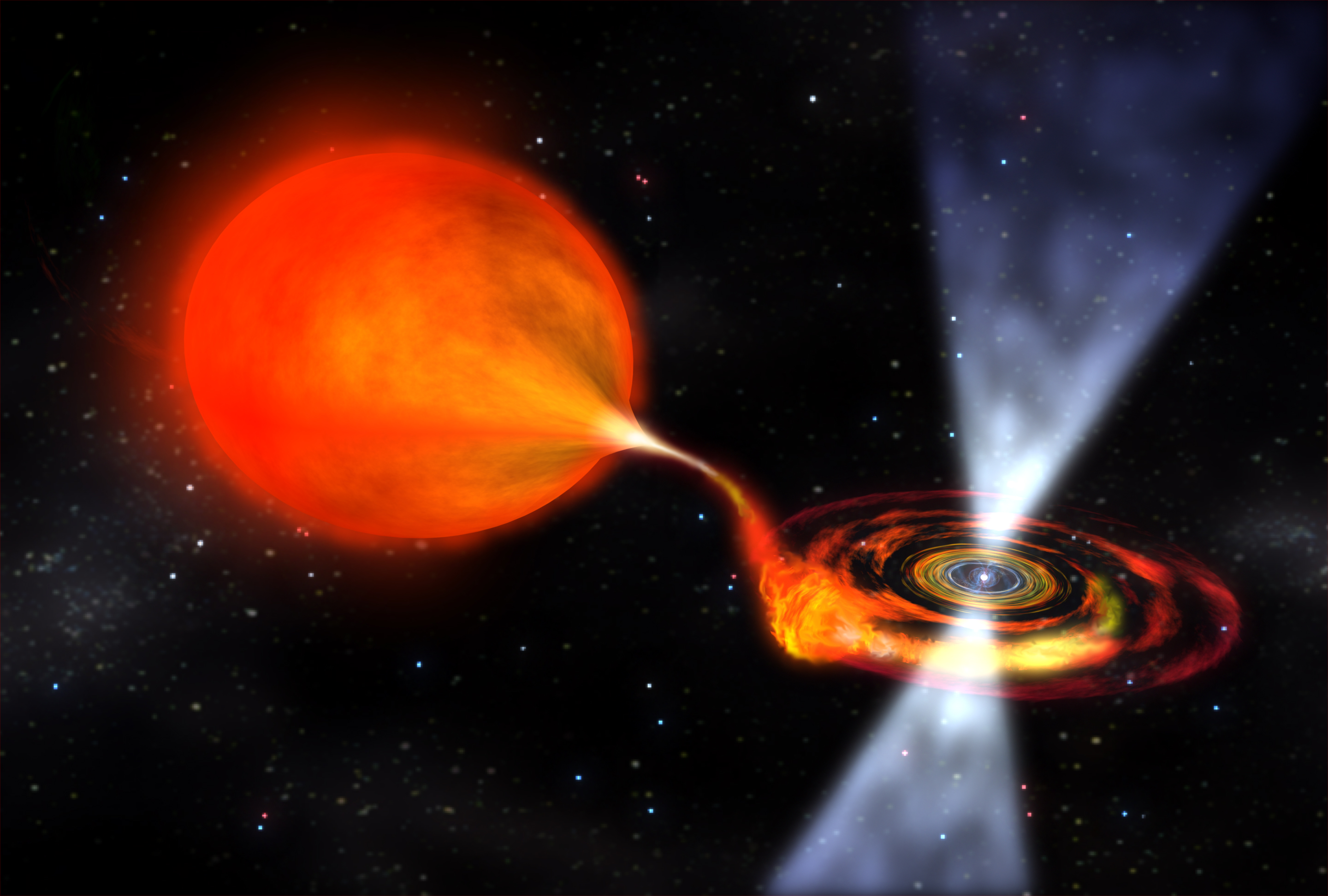
Links is de begeleidende ster en rechts de accretieschijf met in het midden de pulsar.

In de sterrenkunde wordt onderscheid gemaakt tussen millisecondepulsars en gewone pulsars. Gewone pulsars zoals de pulsar in de Krabnevel hebben een pulsperiode in de orde van een seconde. Millisecondepulsars hebben, zoals de naam al doet vermoeden, een pulsperiode in de orde van een milliseconde. 

## Ontdekking
De eerste millisecondepulsar, PSR B1937+21 is ontdekt in 1982 door Donald C. Backer et al. Deze pulsar roteert ongeveer 641 maal per seconde. De snelst roterende pulsar PSR J1748−2446ad, die ontdekt is in 2005, doet dat 716 maal per seconde. In 2020 waren 345 pulsars bekend met een periode korter dan 30 milliseconden.

## Eigenschappen
De reden dat millisecondepulsars veel sneller roteren is, dat ze zich bevinden in een dubbelstersysteem, met name in een röntgendubbelstersysteem. In een röntgendubbelstersysteem bevindt zich een compact object, zoals een neutronenster, een witte dwerg of een zwart gat en een begeleidende ster. Beide sterren draaien om een gemeenschappelijk zwaartepunt. In deze systemen stroomt er stermaterie van de begeleidende ster naar het compacte object. Omdat beide objecten zowel om het zwaartepunt roteren als om hun eigen as, valt de materie niet direct op het compacte object, maar spiraliseert het naar het compacte object toe. Dit leidt tot het vormen van een zogeheten accretieschijf. 
Accretieschijven zijn vaak waar te nemen, omdat ze heel helder zijn. Hierdoor is het ook vaak lastig het compacte object direct waar te nemen. Ten eerste zijn compacte objecten vaak erg klein en ten tweede zijn ze ook niet zo helder. In het geval van een millisecondepulsar is de pulsar wel te onderscheiden van de schijf, omdat de pulsar straling uitzendt in pulsen. 
Materie dat van de begeleidende ster in een accretieschijf om de pulsar roteert, valt na een tijd van spiraliseren wel op het oppervlak van de pulsar. Dit laat zogeheten "hot spots" achter, plekken die extra warm worden door de inval van materie. De straling die dan van de pulsar afkomt is ten eerste niet meer radiostraling, maar door de extra energie, röntgenstraling. Ten tweede roteert de pulsar sneller omdat de materie ook impulsmoment overdraagt op de pulsar. Hierdoor kunnen pulsperiodes dus in de orde van een milliseconde ontstaan.